# Militar Foot Ball Club
Militar Foot Ball Club was een Braziliaanse voetbalclub uit Porto Alegre, de hoofdstad van de staat Rio Grande do Sul.

## Geschiedenis
De club werd opgericht in juli 1909 door een aantal studenten van het militair college. De eerste wedstrijd werd gespeeld op 7 september 1909 tegen Internacional en eindigde op een doelpuntenloos gelijkspel.
In 1910 was de club een van de medeoprichters van de Liga Porto Alegrense de Foot-Ball (LPAF). Datzelfde jaar organiseerde deze bond een stadskampioenschap voor de clubs uit Porto Alegre. Militar werd de eerste kampioen met twee punten voorsprong op Grêmio.
In 1911 werd het militair college verplaatst naar Rio de Janeiro en werd de club ontbonden. Een aantal spelers sloten zich aan bij America en degenen die in Porto Alegre bleven, gingen in 1913 bij de nieuwe club Cruzeiro spelen.

## Erelijst
Kampioen Porto Alegre
1910